# Dan Puscasiu
Dan Puscasiu ist ein ehemaliger rumänischer Basketballspieler.

## Leben
Puscasiu floh aus Rumänien in die Bundesrepublik Deutschland. Dort spielte er ab 1969 beim Bundesligisten TuS 04 Leverkusen. 1970 gewann er mit den Rheinländern die erste deutsche Meisterschaft der Vereinsgeschichte. Er trug zum Meistertitel in 22 Saisonspielen im Schnitt 5,7 Punkte bei.
Zur Saison 1970/71 wechselte Puscasiu innerhalb der Bundesliga zum USC Heidelberg. Mit dem USC wurde er Bundesliga-Vierter und erzielte in 21 Bundesliga-Einsätzen im Schnitt 6,6 Punkte. 1971 schloss sich Puscasiu dem TV Eppelheim an, der gerade aus der Bundesliga abstiegen war, dort wurde er Spielertrainer. Er gewann mit Eppelheim den Meistertitel in der Regionalliga und verließ den Verein anschließend.